# Межа (телесеріал)
«Межа́» (Грань, англ. Fringe) — американський науково-фантастичний, містичний телевізійний серіал Дж. Дж. Абрамса, Роберто Орчі і Алекса Куртцмана. Прем'єра першого сезону серіалу відбулася в США 9 вересня 2008 року, на каналах Fox, CTV і A. Всього серіал мав 5 сезонів із загальною кількістю у 100 серій. 18 січня 2013 відбувся показ заключної 13-ї серії останнього, 5-го сезону телесеріалу.
Поряд з «Клубом ляльок» Джосс Ведон, «Межа» — частина нової ініціативи FOX, відомої як Remote-Free TV. Епізоди «Межи» тривають трохи довше, ніж стандартні драми, що наявні на телебаченні. Це стало можливим завдяки зменшенню реклами і дало змогу додати близько шести хвилин до часу серії.
В українському озвученні два сезони телесеріалу показав Новий канал. Зокрема прем'єра першого сезону серіалу під назвою «Грань» відбулася на «Новому каналі» 14 вересня 2009.

## Список сезонів
| Сезон | Епізоди | Початок         | Закінчення     | Примітки |
| ----- | ------- | --------------- | -------------- | -------- |
| 1     | 20      | 9 вересня 2008  | 12 травня 2009 |          |
| 2     | 23      | 17 вересня 2009 | 20 травня 2010 |          |
| 3     | 22      | 23 вересня 2010 | 6 травня 2011  |          |
| 4     | 22      | 23 вересня 2011 | 11 травня 2012 |          |
| 5     | 13      | 28 вересня 2012 | 18 січня 2013  |          |

## Сюжет
У серіалі «Межа» йдеться про спеціального агента ФБР Олівію Данем (англ. Olivia Dunham), божевільного вченого Волтера Бішопа (англ. Walter Bishop) і його сина Пітера (англ. Peter Bishop), які досліджують аспекти науки за гранню (телепатія, левітація, невидимість, реінкарнація, генетичні мутації тощо). Команді також допомагають Астрід Фансфорд (Jasika Nicole), Броїлз (Lance Reddick). Відбувається низка досить загадкових подій, названі «Зразком» (в іншому перекладі — «Схемою») (наприклад, новонароджена дитина, за лічені хвилини дорослішає і вмирає; автобус наповнюється дивною речовиною, яка миттєво твердне, а пасажири стають як москіти в бурштині), так, ніби хтось експериментує, але вже над цілим світом, а Олівія, Пітер і Волтер беруться за розслідування цих дивних подій, щоб визначити їхнє джерело. Вони виявляють зв'язок «Зразка» з корпорацією під назвою «Месів Дайнемікс» (англ. Massive Dynamics), яка є провідною глобальною дослідницькою компанією з безліччю патентів на багато нових і важливих технологій.
В міру розслідування аномальних явищ, вони дізнаються, що існує паралельний всесвіт, де є інша Олівія Данем та інший Волтер Бішоп. Волтер порушив баланс між світами, забравши з паралельного всесвіту смертельно хворого Пітера. Як наслідок цього і з'явилася «Схема» …

## Ролі

### Головні персонажі
- Анна Торв у ролі Олівії Данем (1-5 сезони) — молодий агент ФБР, якому доручають розслідування розповсюдження невідомих явищ, названих Схемою. Олівія — одиначка й присвячує роботі майже весь свій час. Володіє загостреним почуттям справедливості. Під час експерименту доктора Бішопа, в якому він з'єднав її розум з розумом вмираючого агента Джона Скотта, Олівія отримала частину чужої свідомості. Внаслідок чого вона сприймала спогади Джона, як свої власні. За допомогою Волтера, Олівія знаходить спосіб спілкуватися з Джоном в своєму розумі, і з часом ці спогади повністю зникають. У дитинстві Олівія була учасником експерименту Вільяма Белла, який, вводячи дітям препарат Кортексифан, дозволяв зберегти їм ті функції мозку, які зазвичай гіршають з віком. Через це у Олівії виявляються невизначені психічні здібності. Олівія також здатна розрізняти об'єкти з альтернативної реальності. Відновлюючи частину спогадів про зустрічі з Беллом, вона сказала, що є єдиним успішним об'єктом, здатним пройти без негативних ефектів в інший вимір. Вона була названа захисником воріт Белла для запобігання вторгнень з альтернативної реальності. Розмовляє німецькою, китайською та арабською мовами.
- Джошуа Джексон у ролі Пітера Бішопа (1—5 сезони) — син Волтера Бішопа. Геній з IQ 190, кинув коледж через гральні борги, майстер на всі руки. Пітер вільно говорить англійською, арабською, перською, кантонською, китайською , іспанською і російською мовами. Часто його присутність потрібна, щоб напоумити батька і пояснити його заплутану наукову мову, якою Волтер намагається роз'яснити свої відкриття. Не дуже любив свого батька, оскільки того часто не було поруч у дитинстві, але поступово його ставлення до нього теплішає. Однак, як і раніше називає батька «Волтер». Призначений на посаду консультанта з національної безпеки, щоб мати можливість офіційно входити до складу спеціальної групи розслідування. Деякі події дозволяють припустити, що Пітер сам є одним з експериментів свого батька. В одному з епізодів з'ясовується, що Пітер в дитинстві ледве не помер від рідкісної форми генетичного захворювання, але він не пам'ятає про це. Також Волтер якось відвідує могилу Пітера, де вказана дата смерті 1985 рік. У поєднанні з утвердженням Волтера, що він знайшов спосіб потрапити в паралельний світ, щоб знайти втрачене, це означає, що насправді Пітер помер в дитинстві від генетичного захворювання, а Волтер замінив його Пітером з альтернативної реальності.
- Ленс Реддік у ролі Філіпа Бройлза (1—4 сезони, деякі епізоди 5-го) — агент Національної безпеки, який керує відділом ФБР, відповідальним за розслідування Схеми. Реддік виконує також роль Бройлза з паралельного всесвіту, полковника, який симпатизував Олівії і приніс себе в жертву у 3 сезоні, щоб дозволити їй покинути паралельний всесвіт. У сезоні 4, в альтернативній реальності, полковник Бройлз залишається живий.
- Джасіка Ніколь у ролі Астрід Фарнсворт (1—5 сезони) — молодший агент ФБР, помічник Олівія і Волтера. Ніколь відіграє персонажа Австрід із паралельного всесвіту, яка має симптоми, схожі з синдромом Аспергера. Працює в лабораторії разом з Волтером Бішопом, розбирається в багатьох прикладних галузях знання: криптографія (сезон 1, епізод 7), лінгвістика (епізод 12), комп'ютерні технології (епізод 12) та багато іншого. Щоправда, на тлі Бішопів її допомога залишається малопомітною.
- Блер Браун у ролі Ніни Шарп (1—4 сезони; сезон 5 епізодично) — головний операційний директор Massive Dynamic, провідної фірми в галузі науки і технологічних досліджень, давній друг Волтер і Вільяма. Також грає двійник з паралельного всесвіту в альтернативній часовій лінії у 4 сезони як агент для планів Девіда Роберта Джонса.
- Кірк Асеведо у ролі Чарлі Френсіса (сезон 1, 2, епізоди 1—4, 11; сезон 3 епізодично) — старший агент ФБР, колега Олівії та її близький друг, другий у команді підрозділа Межа до своєї смерті. Хоча Чарлі був убитий на початку другого сезону, Асеведо грає паралельну версію Чарлі.[2]
- Марк Веллі у ролі Джона Скотта (сезон 1, епізоди 1—13) — колишній агент ФБР і таємний коханець Олівії, чия смерть у серії «Пілот» змушує Олівію приєднатися до Fringe.
- Сет Габель у ролі Лінкольна Лі (сезони 2—3, головна роль у сезоні 4, епізодично у сезоні 5) — агент відділу Fringe з паралельного всесвіту. Версія Лінкольна з паралельного всесвіту, якого також грає Габель, була введена в епізоді «Безквитковий пасажир» як спеціальний агент, який пізніше вступив до підрозділу Межа. При операції по уникненню колапсу двох всесвітів з особистих причин залишається в другій реальності.

### Другорядні персонажі
- Майкл Серверіс у ролі Вересня/Спостерігача/Дональда (сезони 1—5) — один із декількох «спостерігачів», літописець надзвичайних подій. Таємнича фігура, яку часто зустрічали при подіях, пов'язаних зі «Зразком». Він лисий, без брів і постійно носить костюм. За словами Волтера Бішопа, саме він врятував його і Пітера з крижаної води, куди вони впали через автоаварію, але в обмін на послугу в майбутньому. Може читати думки, навіть до того, як людина сформулювала їх у свідомості. Не може доторкнутися до циліндра (маяка) і володіє високотехнологічним біноклем, пише справа наліво на невідомому, серед земних, мові у вигляді ієрогліфів. Відомо, що він має надзвичайно слабке смакове сприйняття, тому їсть непрожарене м'ясо з величезною кількістю гострих спецій і перцю чилі.
- Апі Грейнор у ролі Рейчел Данхем (сезон 1—2) — сестра Олівії.
- Лілі Пілблед у ролі Елли Блейк (сезон 1—3) — племінниця Олівії, дочка Рейчел.
- Леонард Німой у ролі Вільяма Белла (сезони 1—4) — давній партнер Волтера Бішопа по лабораторії, голова «Мессів Дайнемік». Щоб повернути Олівію, Пітера і Волтера у свою реальність, змушений був використовувати своє тіло як джерело енергії для утримання щілини між світами. Однак, як з'ясувалося після, він розмістив в Олівії «душевні магніти». Антагоністи 4 сезону.
- Майкл Гастон як Sanford Гарріс (сезон 1), давній недруг Олівії, призначений для оцінки підрозділу Грань.
- Джаред Гарріс як Девід Роберт Джонс (сезони 1, 4), лідер ZFT культу, якого вбили в фіналі сезону 1. У альтернативній тимчасової лінії виявляється, що він живий, і що перевертні працюють на нього.
- Райан Макдональд у ролі Брендона Файєта (сезони 2—4) — вчений з Massive Dynamic. У паралельному всесвіті Брендон працює безпосередньо на міністра оборони, реалізовує багато його менш етичних проєктів.
- Орла Бреді у ролі Елізабет Бішоп (сезони 2—4) — дружина Волтера і мати Пітера. Подана і її альтерверсію.
- Філіп Вінчестер у ролі Френка Стентона (сезони 2—3) — вірусолог Центру з контролю і профілактиці захворювань, мав романтичні стосунки з альтернативною Олівією в сезоні 2.
- Джорджина Хейг у ролі Генрієтти (Ета)(сезони 4—5) — доросла донька Пітера й Олівії у 2036 році. Хоча є частиною команди Fringe лояльної до спостерігачів, вона таємно працює з Опором, щоб спробувати повернути Землю людям.
- Майкл Корса у ролі капітана Віндмарка (сезони 4-5) — лідер спостерігачів у 2036 році і первинний антагоніст Опору.

## Озвучення українською

### UATeam
Всі 5 сезонів телесеріалу озвучено українською студією Омікрон на замовлення UA Team. Цікаво, що в українському озвученні UATeam брала участь українська акторка Анна Чиж, яка також брала участь в офіційному озвученні серіалу для Нового каналу.

### Новий канал
На українському телебаченні серіал транслювався українською на Новому каналі під локалізованою назвою «Грань». 14 вересня 2009 відбулася прем'єра першого сезону телесеріалу в українському озвученні «Нового каналу». Ролі озвучили (1 сезон): Євген Пашин (Волтер Бішоп), Павло Скороходько, Наталя Ярошенко.
Прем'єра 2 сезону на Новому каналі відбулася ?. Ролі озвучили (2 сезон): Євген Пашин, Роман Чупіс, Анна Чиж.